# لويس فيورو
لويس فيورو تورانزو (بالإسبانية: Luis Villoro) (3 نوفمبر 1922 - 5 مارس 2014) كان فيلسوفًا مكسيكيًا- إسبانيًا، وباحثًا وأستاذًا جامعيًا، ودبلوماسيًا، وأكاديميًا وكاتبًا. وقام بنشر أكثر من عشرة كتب بين عامي 1950 و2007.
ولد فيورو في برشلونة في 3 نوفمبر 1922. بين عامي 1983 و1987، وكان مندوبا للمكسيك في اليونسكو. تم تعيينه عضوا فخريا في أكاديمية اللغة المكسيكية في عام 2007.
حصل لويس فيورو على الجائزة الوطنية للعلوم والفنون في عام 1986 ، على جهوده في مجال التاريخ والعلوم الاجتماعية والفلسفة. في عام 2004 حصلت على الدكتوراه الفخرية من جامعة متروبوليتان المستقلة، توفي فيلورو من الفشل التنفسي في 5 مارس 2014 في مدينة مكسيكو. كان عمره 91 عاما.

## روابط خارجية
- Luis Villoro نسخة محفوظة 15 أغسطس 2020 على موقع واي باك مشين. at the Instituto de Investigaciones Filosóficas نسخة محفوظة 10 يناير 2020 على موقع واي باك مشين.